# آلوما رایت
 آلوما رایت (انگلیسی: Aloma Wright؛ زادهٔ ۱۰ مارس ۱۹۵۰) یک هنرپیشه اهل ایالات متحده آمریکا است.